# Speedy Long
Speedy Oteria Long (Tullos, 16 giugno 1928 – Jena, 5 ottobre 2006) è stato un politico statunitense, membro della Camera dei Rappresentanti per lo stato della Louisiana dal 1965 al 1973.

## Biografia
Nato e cresciuto in Louisiana, Speedy fu membro dell'importante dinastia politica dei Long. Due suoi cugini, Huey ed Earl furono governatori della Louisiana, suo cugino George fu deputato, mentre la moglie e il figlio di Huey, Rose e Russell, furono senatori.
Dopo la laurea in giurisprudenza all'Università statale della Louisiana, intraprese la professione di avvocato.
Entrato in politica con il Partito Democratico, dal 1956 al 1964 fu membro del Senato di stato della Louisiana, la camera alta della legislatura statale. Nel 1964 si candidò alla Camera dei Rappresentanti sfidando nelle primarie il deputato in carica, suo cugino Gillis William Long. Speedy si configurava come un democratico molto conservatore ed aveva espresso pubblicamente posizioni segregazioniste. Al termine della campagna elettorale Speedy sconfisse Gillis e divenne deputato.
Fu riconfermato dagli elettori per altri tre mandati, finché nel 1972 annunciò la propria intenzione di non concorrere nuovamente per il seggio, che venne poi vinto dal cugino Gillis. Dopo aver lasciato il Congresso, Speedy Long fu procuratore distrettuale in Louisiana. Morì nel 2006 all'età di settantotto anni.